# Changes (Tupac-Shakur-Lied)
Changes (englisch für „Veränderungen“) ist ein Lied des US-amerikanischen Rappers Tupac Shakur, auf dem auch die R&B-Gruppe Talent zu hören ist. Der Song wurde postum als erste Single seines Best-of-Albums Greatest Hits am 13. Oktober 1998 veröffentlicht.

## Inhalt
Changes handelt von dem Leben als Afroamerikaner und Teil der Unterschicht in den Vereinigten Staaten. Tupac Shakur rappt den Text aus der Perspektive des lyrischen Ichs. Er berichtet von Rassismus, Polizeigewalt und dem Teufelskreis aus Armut, Waffen und Drogen, durch die das perspektivlose Leben im Ghetto geprägt sei. Dabei fragt er sich, ob es überhaupt noch Sinn mache, jeden Tag aufzustehen. Er wünsche sich, wieder Kind zu sein und mit seinen Freunden zu spielen, doch die Dinge änderten sich und es müsse irgendwie immer weiter gehen. Der Rapper setzt sich für den Kampf gegen Rassismus, Armut und Kriminalität ein und zählt auf, was sich ändern müsse, um die Welt zu einem besseren Ort zu machen. Doch letztendlich habe er wenig Hoffnung, dass sich wirklich etwas für Schwarze in den Vereinigten Staaten verbessern werde.

“I see no changes, wake up in the morning and I ask myself

Is life worth livin’? Should I blast myself?

I’m tired of bein’ poor and, even worse, I’m black

My stomach hurts so I’m lookin’ for a purse to snatch”

## Produktion
Der Song wurde von dem US-amerikanischen Musikproduzenten Deon Evans produziert. Dabei verwendete er ein Sample des Liedes The Way It Is von Bruce Hornsby. Folglich ist neben Tupac Shakur und Deon Evans auch Bruce Hornsby als Autor des Stücks angegeben.

## Musikvideo
Bei dem zu Changes veröffentlichten Musikvideo führte Chris Hafner Regie. Es verzeichnet auf YouTube über 280 Millionen Aufrufe (Stand: Juli 2022). Das Video beginnt mit einer Aufnahme des Tatorts, an dem Tupac Shakur 1996 erschossen wurde. Es folgt eine Zusammenstellung aus früheren Musikvideos sowie weiteren Aufnahmen und Fotos von Tupac Shakur, die teilweise zuvor unveröffentlicht waren. Dabei werden auch ein Interview des Rappers sowie Berichte zu seinem Gerichtsprozess eingeblendet.

## Single

### Covergestaltung
Das Singlecover ist in Schwarz-weiß gehalten und zeigt den Rücken von Tupac Shakur. Im Vordergrund befinden sich die weißen Schriftzüge 2Pac und changes, während der Hintergrund schwarz gehalten ist.

### Titelliste
1. Changes (Radio Edit) – 4:29
2. Changes (Instrumental) – 4:10
3. Changes (Album Version) – 4:29

### Chartplatzierungen
Changes stieg am 22. Februar 1999 auf Platz 26 in die deutschen Singlecharts ein und erreichte drei Wochen später mit Rang zwei die höchste Position, auf der es sich drei Wochen halten konnte. Insgesamt hielt sich der Song 20 Wochen lang in den Top 100, davon acht Wochen in den Top 10. In den Niederlanden und Norwegen belegte die Single jeweils die Chartspitze. Weitere Top-10-Platzierungen gelangen unter anderem in der Schweiz, im Vereinigten Königreich, in Schweden, Neuseeland, Österreich und Australien. In den deutschen Single-Jahrescharts 1999 belegte das Lied Rang 20.
| ChartsChartplatzierungen       | Höchstplatzierung | Wochen |
| ------------------------------ | ----------------- | ------ |
| Deutschland (GfK)              | 2 (20 Wo.)        | 20     |
| Österreich (Ö3)                | 6 (12 Wo.)        | 12     |
| Schweiz (IFPI)                 | 2 (19 Wo.)        | 19     |
| Vereinigte Staaten (Billboard) | 32 (19 Wo.)       | 19     |
| Vereinigtes Königreich (OCC)   | 3 (14 Wo.)        | 14     |

| ChartsJahrescharts (1999)    | Platzierung |
| ---------------------------- | ----------- |
| Deutschland (GfK)            | 20          |
| Schweiz (IFPI)               | 12          |
| Vereinigtes Königreich (OCC) | 65          |

### Auszeichnungen für Musikverkäufe
Changes erhielt im Jahr 1999 in Deutschland für mehr als 250.000 Verkäufe eine Goldene Schallplatte. Im Vereinigten Königreich wurde es für über 1,2 Millionen verkaufte Einheiten 2023 mit Doppel-Platin ausgezeichnet.

| Land/Region                  | Auszeichnungen für Musikverkäufe (Land/Region, Auszeichnung, Verkäufe) | Verkäufe  |
| ---------------------------- | ---------------------------------------------------------------------- | --------- |
| Belgien (BRMA)               | Gold                                                                   | 25.000    |
| Dänemark (IFPI)              | Platin                                                                 | 90.000    |
| Deutschland (BVMI)           | Gold                                                                   | 250.000   |
| Italien (FIMI)               | Gold                                                                   | 50.000    |
| Neuseeland (RMNZ)            | 3× Platin                                                              | 90.000    |
| Niederlande (NVPI)           | Gold                                                                   | 50.000    |
| Schweden (IFPI)              | Platin                                                                 | 30.000    |
| Schweiz (IFPI)               | Gold                                                                   | 25.000    |
| Vereinigtes Königreich (BPI) | 2× Platin                                                              | 1.200.000 |
| Insgesamt                    | 5× Gold · 7× Platin ·                                                  | 1.810.000 |

Hauptartikel: Tupac Shakur/Auszeichnungen für Musikverkäufe
Bei den Grammy Awards 2000 wurde Changes in der Kategorie Best Rap Solo Performance nominiert, unterlag jedoch dem Song My Name Is von Eminem.